# أم دافوق (السودان)
أم دافوق، هي بلدة تقع عبر حدود جمهورية إفريقيا الوسطى والسودان في جنوب دارفور. تتمتع المدينة بأهمية اقتصادية وتجارية. وهي مسقط رأس عبد الله بن محمد.

## التاريخ
في 17 أبريل 2012، استولت حركة/جيش تحرير السودان على أم دافوق. وضبطوا أسلحة وذخائر من القواعد العسكرية في البلدة. وبسبب الهجوم فر بعض المدنيين إلى جمهورية إفريقيا الوسطى بينما لجأ آخرون إلى أمروك وسيناته والمسيد. استعادت القوات المسلحة السودانية المدينة من المتمردين في 19 أبريل 2012.
في مايو 2015، واجهت البلدة نقصًا في المياه بسبب إغلاق خزان المياه.
اندلع قتال قبلي بين عرب تيشة وفلاتة في أم دافوق يومي 5 و 6 يونيو 2021، مما أسفر عن مقتل 36 شخصًا وجرح 32 آخرين. استجابة لهذا الوضع، نشرت الحكومة قواتها العسكرية في البلدة لحل النزاع. تمت استعادة السلام والنظام في أم دافوق في 7 يونيو.
في 13 مارس 2022، اندلعت مظاهرة في أم دافوق رداً على انفجار قنبلة في حدث اجتماعي قبل يومين من ذلك، تسبب في مقتل خمسة أشخاص وإصابة 27 بجروح. وطالب المتظاهرون الحكومة بتوفير الأمن للبلدة.
اجتاحت السيول البلدة في 13 أغسطس 2022 بسبب انهيار سد أم دافوق ما أثر على 500 عائلة.
في 25 ديسمبر 2022، نظم أهالي البلدة مظاهرة احتجاجا على تحرك قوات الدعم السريع الذي أدى لمقتل ثلاثة أشخاص وجرح امرأة بالقرب من السوق. وطالبوا السلطات باعتقال الجناة وطرد قوات الدعم السريع من أم دافوق.
شهد الصراع في السودان عام 2023 فرار آلاف اللاجئين عبر الحدود إلى منطقة أم دافوق (مدينة) المجاورة في جمهورية إفريقيا الوسطى اعتبارًا من 17 مايو 2023، كانت أم دفوق تحت سيطرة قوات الدعم السريع.

## الاقتصاد
المدينة هي المكان الذي يبيع فيه الصيادون العاج. هناك موقع مخصص لذلك في المدينة.

## البنية التحتية
المدينة بها ملعب. في كانون الثاني (يناير) 2023، وعد حميدتي بإعادة تأهيل ملعب أم دافوق.

## معرض الصور

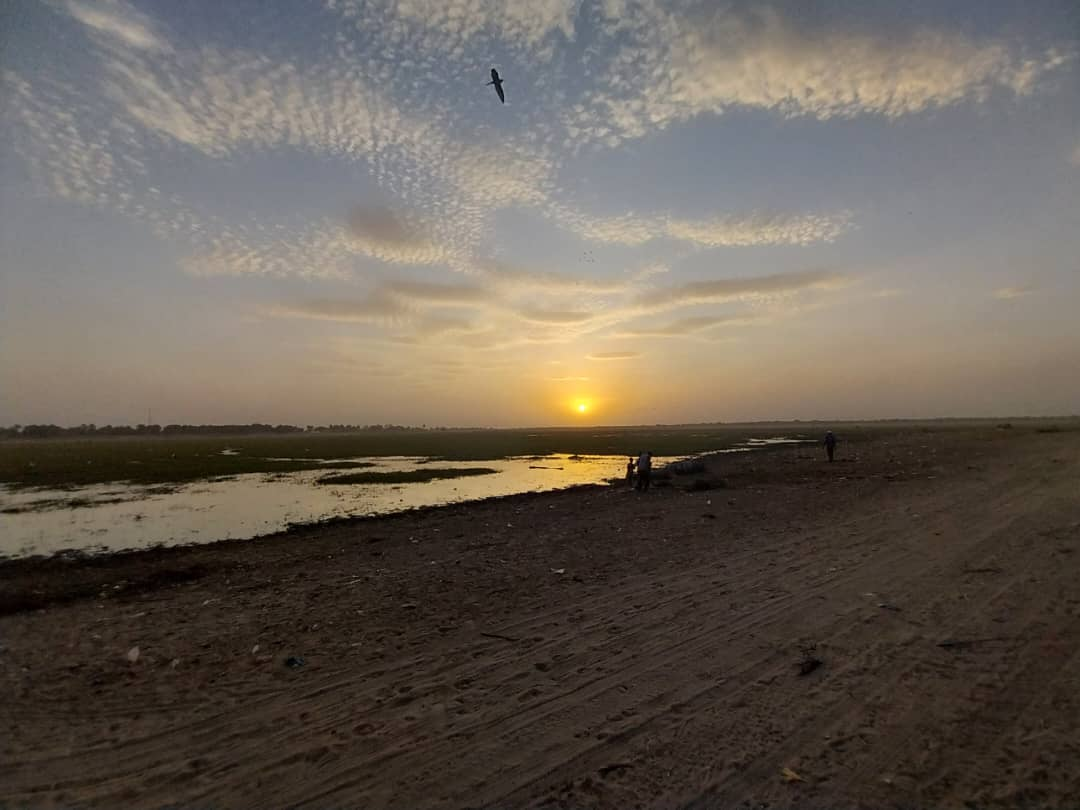
غروب الشمس في ترعة أم دافوق
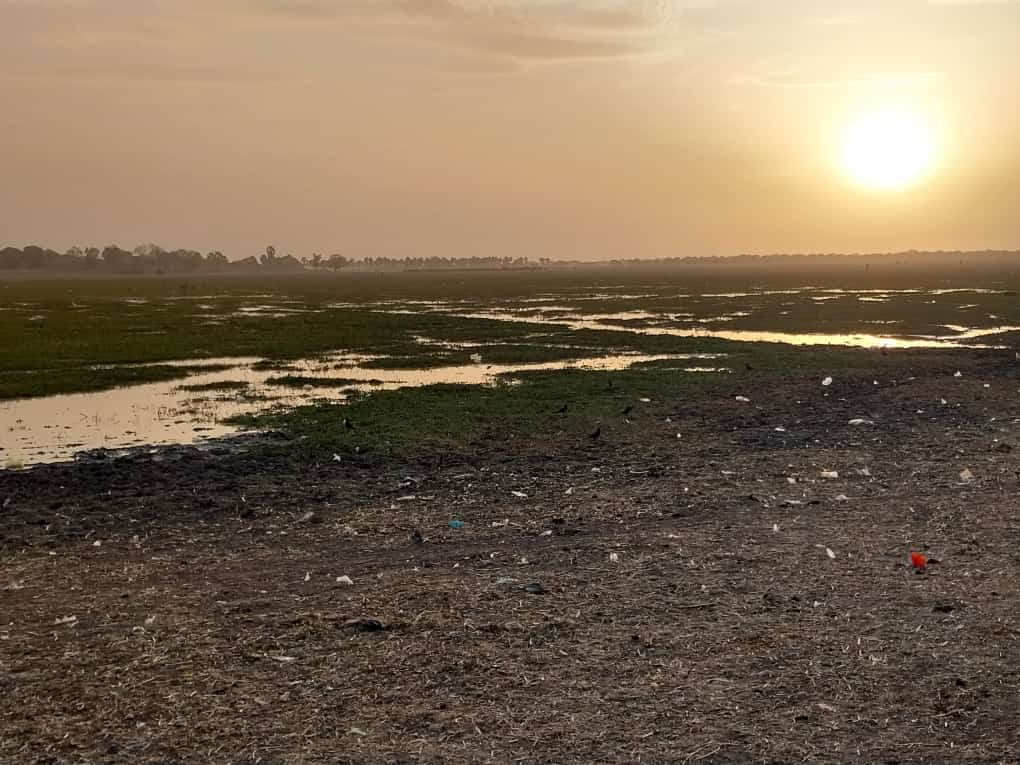
شروق الشمس في أم دافوق
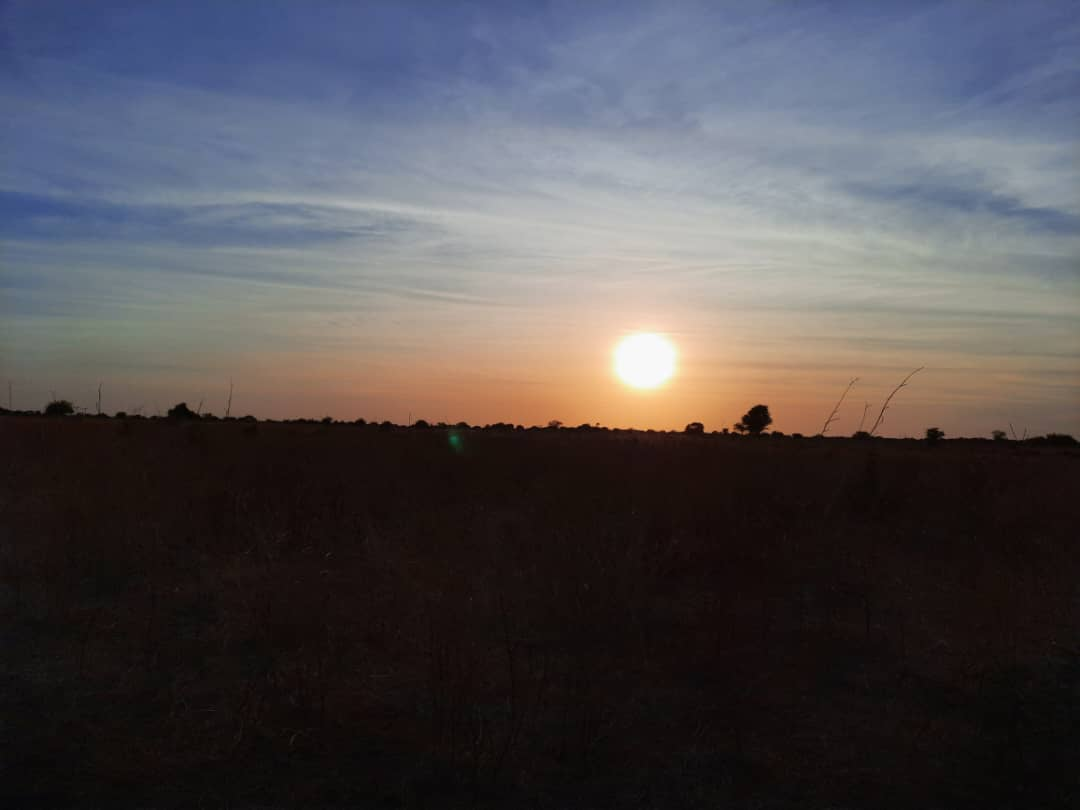
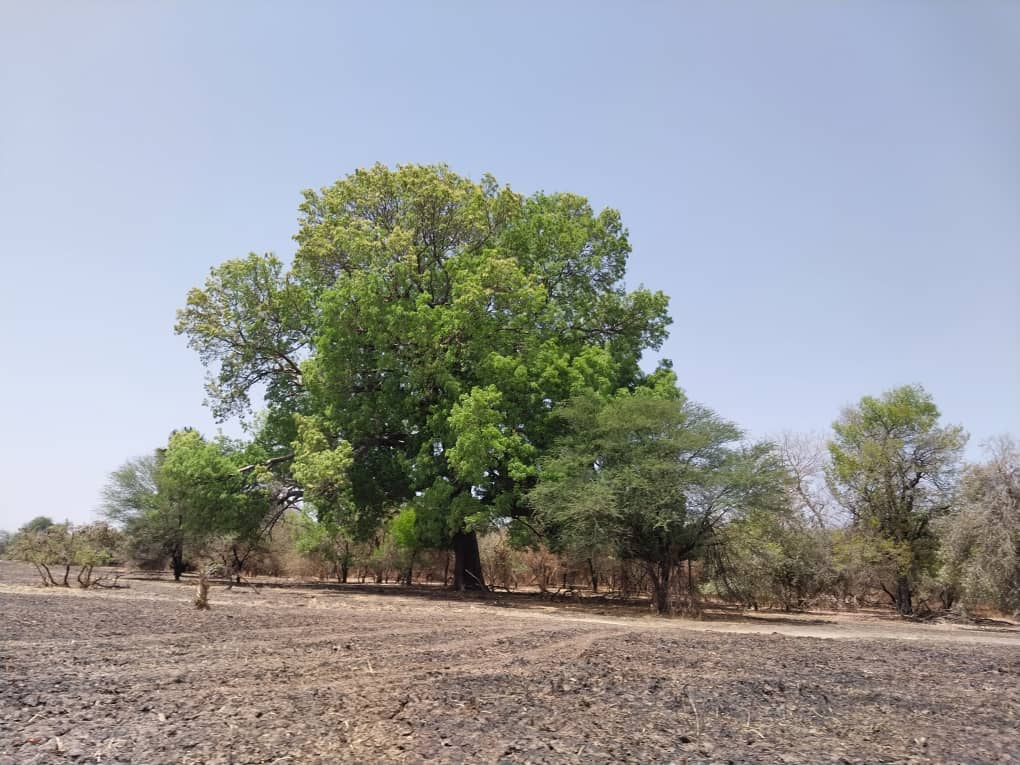